# Dánové
Dáni jsou severogermánská etnická skupina o celkovém počtu asi 7 milionů; asi 5 mil. žije v Dánsku, menšiny v Německu (asi 50 000, hl. na severu ve Šlesvicko-Holštýnsku), Švédsku, USA, Kanadě atd.
Jazykem Dánů je dánština, která patří k severogermánské (východoskandinávské) podskupině germ. jazyků. První písemné památky byly psané germánskými runami. Věřící jsou hlavně protestanti v rámci Dánské národní církve. Dáni jsou potomci starověkého kmene Dánů, který vyhnal nebo si podrobil původní obyvatele dánského poloostrova jako Sasy, Angly či Juty. Později spolu s ostatními Seveřany (Švédy, Nory) podnikali výpravy jako vikingové a kulturně, ale i etnicky ovlivnili obyvatele Británie, Islandu, Normandie a Grónska.

## Osobnosti
První kvantový model atomu vytvořil fyzik Niels Bohr. Jeho bratr Harald Bohr byl významný matematik (ale také fotbalista a držitel stříbrné olympijské medaile). Studiem elektromagnetismu proslul fyzik Hans Christian Ørsted. Významným středověkým astronomem byl Tycho Brahe. Rychlost světla jako první spočítal astronom Ole Rømer. Studium hvězd výrazně posunul Ejnar Hertzsprung, John Dreyer zase sestavil dodnes užívaný katalog objektů hlubokého vesmíru. Jednoduchou metodu na rozeznávání bakterií vyvinul bakteriolog Hans Christian Gram. Průkopníkem v oblasti anatomie, geologie a paleontologie byl Niels Stensen. Tezi o žhavém jádru země jako první formulovala geofyzička Inge Lehmannová. Škálu pH zavedl chemik Søren Peder Lauritz Sørensen. Objevitelem lymfatického systému byl Thomas Bartholin. Významným geometrem byl Caspar Wessel, zoologem a mineralogem Morten Thrane Brünnich. Nobelovu cenu za fyziku má (krom výše uvedeného Nielse Bohra) Aage Niels Bohr a Ben Roy Mottelson, za chemii Jens Christian Skou, za fyziologii August Krogh, Niels Ryberg Finsen (narozen na Faerských ostrovech), Johannes Fibiger, Niels Kaj Jerne a Henrik Dam. V informatice se prosadil zejména Bjarne Stroustrup, autor programovacího jazyka C++, Rasmus Lerdorf, tvůrce programovacího jazyka PHP (ovšem narozen v Grónsku a dnes s kanadským občanstvím) či Peter Naur, spoluautor Backus-Naurovy formy.
V oblasti humanitních a sociálních věd si dlouhodobě nejvyšší „rating“ udržuje filozof Søren Kierkegaard. Velkou tradici má dánská lingvistika, Louis Hjelmslev patří k významným představitelům obecné teorie jazyka, lingvista Otto Jespersen je znám jako odborník na angličtinu, stejně jako Rasmus Rask, který také jako první upozornil na podobnosti mezi litevštinou a slovanskými jazyky. Velmi vlivným literárním teoretikem a kritikem byl Georg Brandes, grónské eskymáky studoval antropolog a polárník Knud Rasmussen. Průkopníkem archeologie byl Christian Jürgensen Thomsen. Jako „skeptický ekolog“ proslul Bjørn Lomborg.
Zdaleka nejslavnějším Dánem je klasik dětské literatury Hans Christian Andersen. Známým tvůrcem dětské literatury je také William Heinesen, dánsky píšící Faeřan. Zakladatelem moderní dánské literatury (stejně jako norské) byl Ludvig Holberg. Nejvýznamnějším představitelem literární skupiny Jutland byl Jeppe Aakjær, dánského romantismu Adam Oehlenschläger, naturalismu Jens Peter Jacobsen, sociální prózy Martin Andersen Nexø, válečné prózy Sven Hassel, nejslavnější píšící Dánkou je pak bezpochyby Karen Blixenová. Jako dramatik a zvláště scénograf se prosadil Kjeld Abell. Významnými současnými autory jsou Peter Høeg, Klaus Rifbjerg či básník Jens Fink-Jensen. Nobelovu cenu za literaturu získali Henrik Pontoppidan, Karl Adolph Gjellerup a Johannes Vilhelm Jensen.
Dánem se narodil i významný impresionistický malíř Camille Pissarro či představitel expresionismu Emil Nolde. Zřejmě nejvýznamnějším evropským neoklasicistním sochařem byl Bertel Thorvaldsen. K situacionismu se hlásil sochař a malíř Asger Jorn. Funkcionalismus v architektuře reprezentoval zejména Arne Jacobsen, který měl značný vliv na podobu typických dánských předměstských domů.
Za nejvýznamnějšího dánského hudebního skladatele je považován Carl Nielsen. Lze vzpomenout též Nielse Wilhelma Gadeho.
Světově známým se stal filmový režisér Lars von Trier, spoluautor Dogmatu 95. Jiným signatářem tohoto filmařského manifestu byl Thomas Vinterberg. Oscara mají Bille August či Susanne Bierová. Klasikem dánského filmu je Carl Theodor Dreyer.
V béčkových a žánrových hollywoodských filmech se proslavila herečka Brigitte Nielsenová, manželka Sylvestera Stalloneho. V jejích stopách dnes jde Connie Nielsenová. Televizní Hra o trůny proslavila Nikolaje Coster-Waldaua. Ve filmech Jean-Luca Godarda se stala známou Anna Karina, režisérova múza. Dánský původ má i americký herec Viggo Mortensen. V modelingu se prosadila Helena Christensenová.
Konstruktérem moderního dánského nacionalismu je filozof Nikolai Frederik Severin Grundtvig. Nobelovu cenu za mír získal Fredrik Bajer. Anders Fogh Rasmussen se stal generálním tajemníkem NATO.
Zakladatelem slavné hračkářské firmy Lego byl Ole Kirk Christiansen.
Misionářskou misí mezi grónskými eskymáky proslul Hans Egede. Představitelem skandinávského pietismu, reformního hnutí uvnitř protestantismu, byl teolog Erik Pontoppidan. Představitelem současného buddhismu je Ole Nydahl.
Po cestovateli Vitusu Beringovi se dnes jmenuje Beringova úžina.
Zlatý míč pro nejlepšího fotbalistu Evropy získal roku 1977 Allan Simonsen. Dalšími známými hráči jsou Preben Elkjær Larsen, Michael Laudrup, Peter Schmeichel a Christian Eriksen. Světovou tenisovou jedničkou se dokázala stát Caroline Wozniacká. Ze šachistů lze jmenovat Benta Larsena či Aarona Nimcoviče.